# Torre di Velia
La torre di Velia o della Bruca è una torre costiera nelle vicinanze di Castellammare della Bruca risalente alla fine del XIII secolo facente parte del  sistema difensivo costiero del Regno di Napoli.

## Storia
Faceva parte di una fortificazione costruita alla fine del XIII secolo, ai tempi della guerra dei vespri siciliani, sui resti della colonia greca di Velia. Alla fine del 1282, la Sicilia si ribellò agli Angioini passando sotto il dominio di Pietro III d'Aragona e scatenando così una lunga guerra. Le coste del Cilento furono uno dei fronti principali e, per difendersi, gli Angioini costruirono la torre di Velia seguita poi da una torre a Castelnuovo Cilento; il sito scelto presentava resti di un castello altomedievale, il Castellum Maris (o Castellum Velie), edificato probabilmente in età longobarda sul basamento di un tempio pagano.
Con la cessazione della minaccia saracena, intorno alla struttura si sviluppò un borgo, Castellammare della Bruca che rimase abitato fino alla seconda metà del XVII secolo (dal 1669 non è più censito alcun abitante sul posto). A causa degli scavi archeologici iniziati nel XX secolo per  riportare alla luce la colonia di Velia, ciò che restava dell'abitato è andato completamente distrutto  la campagna di scavo che ha.

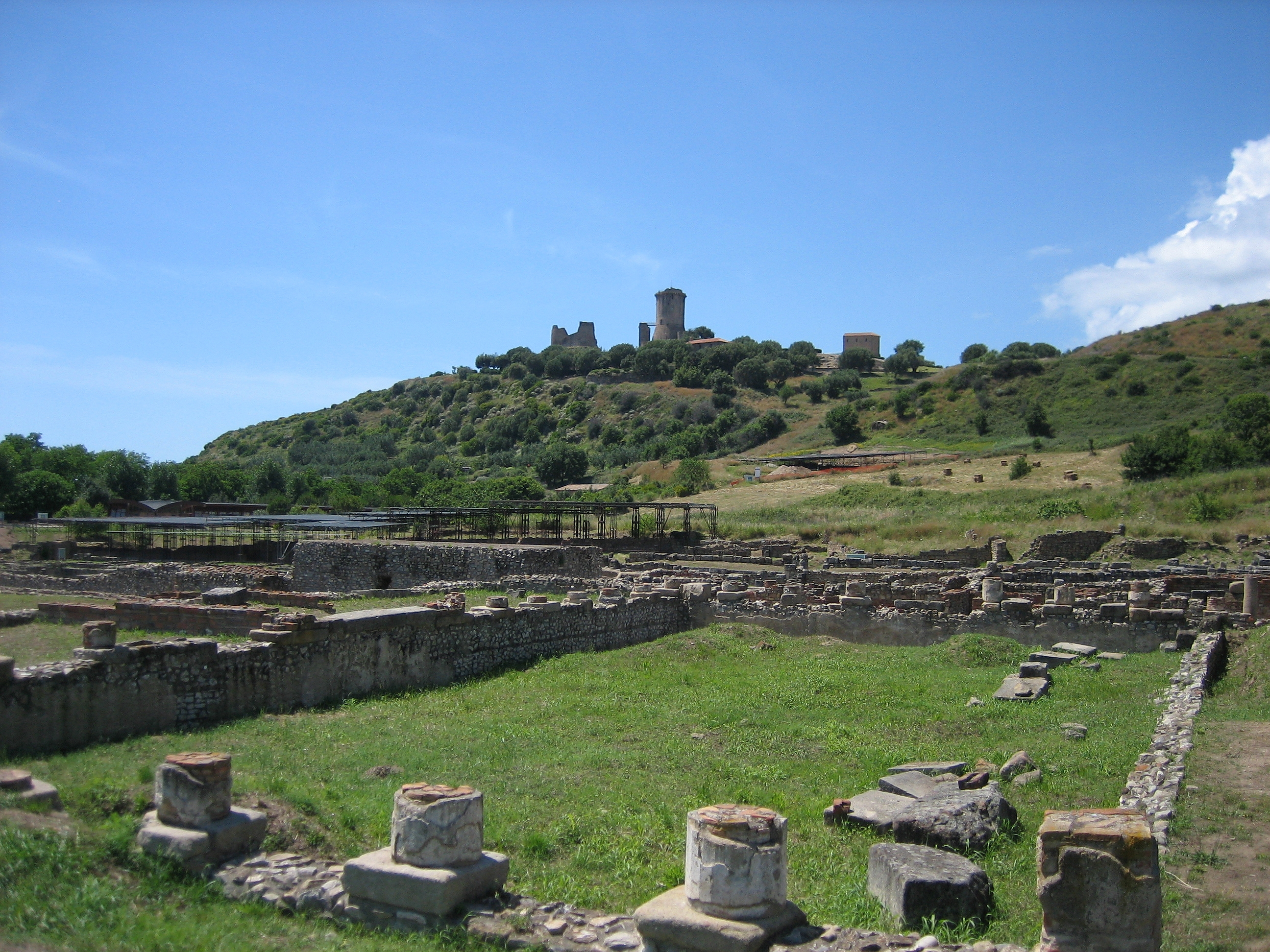
Area degli scavi archeologici della città di Velia/Elea

## Descrizione
La torre ha la base a scarpata alta 15,15 m e un corpo cilindrico che raggiunge 30 metri circa; i tre piani sono collegati da una scala elicoidale e presenta delle caditoie, ovvero delle fessure per il lancio delle pietre); ha un ingresso sopraelevato e, quando venne costruita, vi si poteva accedere solo per mezzo di corde in quanto è priva di scale esterne o ponti levatoi. Venne poi realizzato un ponte levatoio e una torretta quadrata provvista di scala posta in corrispondenza dell'ingresso.